# Suursaari (ö i Södra Karelen, Villmanstrand, lat 61,13, long 27,75)
Suursaari är en ö i Finland. Den ligger i sjön Kirventeenjärvi och i kommunen Klemis i den ekonomiska regionen  Villmanstrands ekonomiska region  och landskapet Södra Karelen, i den södra delen av landet, 180 km nordost om huvudstaden Helsingfors. Öns area är 1 hektar och dess största längd är 160 meter i öst-västlig riktning.